# فولي (عازف جاز)
فولي (بالإنجليزية: Foley)‏ هو عازف جاز أمريكي، ولد في 1962 في كولومبوس في الولايات المتحدة.

## وصلات خارجية
- فولي على موقع ميوزك برينز (الإنجليزية)
- فولي على موقع ديسكوغز (الإنجليزية)